# Cycnotrachelodes roelofsi
Cycnotrachelodes roelofsi es una especie de coleóptero de la familia Attelabidae.

## Distribución geográfica
Habita en Japón.